# تئاتر شوبرت (بوستون)
تئاتر شوبرت (انگلیسی: Shubert Theatre) یک سالن تئاتر در شهر بوستون، آمریکا است.
این تئاتر که در سال ۱۹۰۸ تأسیس شده متعلق به سازمان شوبرت می‌باشد و دارای ۱۶۰۰ نفر ظرفیت است.